# Еленците
Еленците е село в Северна България. То се намира в община Дряново, област Габрово.
Към 1934 г. селото има 57 жители. В днешно време няма постоянно население. Влиза в землището на село Каломен.